# Dethieridris spinuliferis
Dethieridris spinuliferis är en kackerlacksart som beskrevs av Roth, L. M. 1996. Dethieridris spinuliferis ingår i släktet Dethieridris och familjen småkackerlackor. Inga underarter finns listade i Catalogue of Life.